# Ochlandra ebracteata
Ochlandra ebracteata là một loài thực vật có hoa trong họ Hòa thảo. Loài này được Raizada & Chatterji mô tả khoa học đầu tiên năm 1963.